# Rick Joseph
Ricardo Emelindo Joseph Harrigan (24 de agosto de 1939 - 8 de septiembre de 1979) fue un infielder dominicano que jugó en las Grandes Ligas de Béisbol. 
Fue firmado como amateur en 1959, con 20 años de edad, por San Francisco Giants. Su debut en las mayores fue en 1964, con 24 años, durante sus 5 temporadas militó para los equipos Kansas City Athletics y Philadelphia Phillies. 
Joseph terminó con un récord de 154 hits, 26 dobles , 1 triple, 69 carreras anotadas, 13 jonrones, 65 carreras impulsadas, 2 bases robadas, 51 bases por bola, 141 ponches en 633 turnos al bate y con un promedio de bateo de .243 en 270 juegos completados.
Fue el Jugador Más Valioso de la Triple-A Pacific Coast League al batear para .300 con 24 jonrones para el desaparecido equipo de ligas menores San Diego Padres. Su actuación le hizo merecer un puesto en el roster de los Filis.
Murió de diabetes a los 40 años edad.